# Eric Cartman
Pour les articles homonymes, voir Cartman.
Eric Theodore Cartman est un des personnages principaux de la série télévisée d'animation South Park. Il est doublé par Trey Parker dans la version originale, par Christophe Lemoine dans la version française, ainsi que par Nicholas Savard L'Herbier dans la version québécoise. Eric Cartman, généralement appelé Cartman par ses amis (exceptés certains enfants comme Butters ou Jimmy) et Eric par les adultes de South Park, est un des quatre personnages principaux de South Park, avec Stan Marsh, Kyle Broflovski, et Kenny McCormick.
Cartman est un élève de CE2 (puis de CM1) à qui il arrive souvent des aventures extraordinaires, atypiques de la vie qu'on imaginerait dans une petite bourgade telle que South Park, Colorado ; sa ville natale, que la maire McDaniels elle-même qualifie de « trou perdu habité par des bouseux ».
Il apparaît pour la première fois dans les deux courts-métrages de L'Esprit de Noël en 1992 et 1995, puis dans l'épisode pilote de la série, Cartman a une sonde anale, le 13 août 1997.

## Rôle dansSouth Park
Cartman est un élève de l'école primaire de South Park, dans la classe de M. Garrison. Durant les 58 premiers épisodes, Cartman et ses camarades étaient en CE2, ils passent alors dans une classe de CM1,, où ils sont restés depuis,. Il est le fils unique de Liane Cartman, une mère célibataire prétendant être hermaphrodite et avoir conçu Eric elle-même. On apprend finalement dans l'épisode 201 (saison 14, 2010) la véritable identité de son père biologique . Cartman est considéré comme le « petit gros » de la bande et son obésité est souvent sujet de moqueries,.
Kyle, qui est juif, est souvent sujet aux accusations diffamatoires et aux insultes antisémites de Cartman. Depuis toujours, les deux protagonistes ne se supportent pas du tout et leur rivalité s'est accrue au fil de la série. Parker et Stone ont comparé la relation de ces derniers avec la rivalité de Archie Bunker et Michael Stivic dans le sitcom des années 1970 All in the Family. Kyle a tendance à faire ce qu'il pense être des paris sûrs avec Cartman, et les perd souvent lorsque les conditions improbables sont accomplies par Cartman, tels que l'existence des leprechauns ou la possibilité de manger par l'anus,.
Bien qu'il soit intolérant envers les autres cultures, Cartman s'avère être polyglotte. Dans l'épisode Mon futur moi et moi (saison 6, 2002), lorsque Cartman monte son entreprise, il parle espagnol avec ses employés Latinos. Il connait aussi l’allemand, qu'il utilise déguisé en Adolf Hitler dans l'épisode La Passion du Juif (saison 8, 2004). Il le parle aussi dans l'épisode Funnybot (saison 15, 2011) avec un accent américain.

## Personnage

### Création

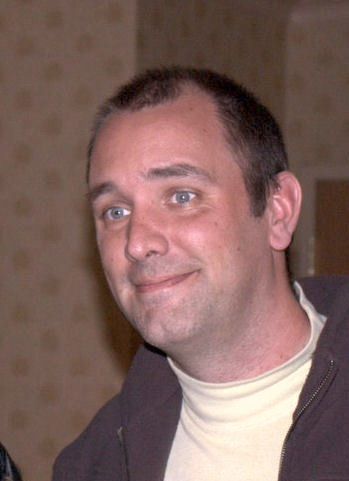
Cartman est doublé par Trey Parker, cocréateur de la série.

À l'origine, un prototype de Cartman apparaît dans le premier court-métrage de L'Esprit de Noël, Jesus vs Frosty, créé en 1992 par Parker et Stone lorsqu'ils étudiaient à l'Université du Colorado. Dans le court-métrage, Cartman était alors appelé Kenny, et la réplique « Oh mon Dieu, ils ont tué Kenny ! » fut utilisée lorsque le personnage est tué par un bonhomme de neige. Le personnage, ainsi que l'épisode dans la totalité, fut réalisé grâce à la stop motion avec du papier découpé. Lorsque Brian Graden, alors directeur exécutif de la Fox Broadcasting Company (FOX), voit le film en 1995, il contacte alors Parker et Stone pour leur demander de créer un deuxième court-métrage qu'il pourrait envoyer comme carte de Noël à des amis, Stone et Parker créent alors Jesus vs Santa. Dans ce court-métrage, Cartman apparaît cette fois ci comme il le sera dans la série, alors que Kenny apparaît comme était Cartman dans l'épisode précédent. Cartman apparait ensuite dans l'épisode pilote de South Park, Cartman a une sonde anale, le 13 août 1997.
En accord avec le modèle d'animation de l'émission, Cartman est fait de figures géométriques basiques et de couleurs primaires. Il ne dispose pas de la même gamme de liberté de mouvement que peuvent avoir des personnages dessinés à la main, il est surtout représenté dans un sens, et ses mouvements sont intentionnellement saccadés. Depuis le deuxième épisode, Muscle Plus 4000 (saison 1, 1997), Cartman ainsi que tous les personnages sont animés par des logiciels, mais sont représentés de manière à donner l'impression que la série utilise encore sa méthode originale.
Bien qu'il ait originellement produit la voix de Cartman sans avoir recours à l'informatique, Trey Parker la fait désormais en prenant sa voix normale avec une intonation enfantine. Une fois enregistré, la piste audio est éditée avec Pro Tools pour retrouver une voix proche de celle que prenait Parker aux débuts de la série. Trey Parker dit que pour prendre la voix de Cartman, il utilisait la même technique que pour Stan en prenant une voix plus « grasse ». Dans la version française, Cartman est doublé par Christophe Lemoine qui produit aussi celle de Butters Stotch.

### Développement
Cartman est en partie nommé d'après Matt Karpman, un camarade de classe du lycée de Parker, qui est resté un ami à la fois de Parker et de Stone. Cartman est aussi inspiré d'Archie Bunker du sitcom All in the Family, personnage dont Stone et Parker sont fans. Ils considèrent que créer Cartman en tant que « petit gros de huit ans » fut plus facile pour représenter un personnage comme Bunker après l'instauration du politiquement correct à la télévision du XXe siècle. Lors du développement du personnage, Parker a noté qu'en général, les gens se souviennent d'un « petit gros agaçant dans son passé », ou qu'ils étaient eux-mêmes ce dernier.

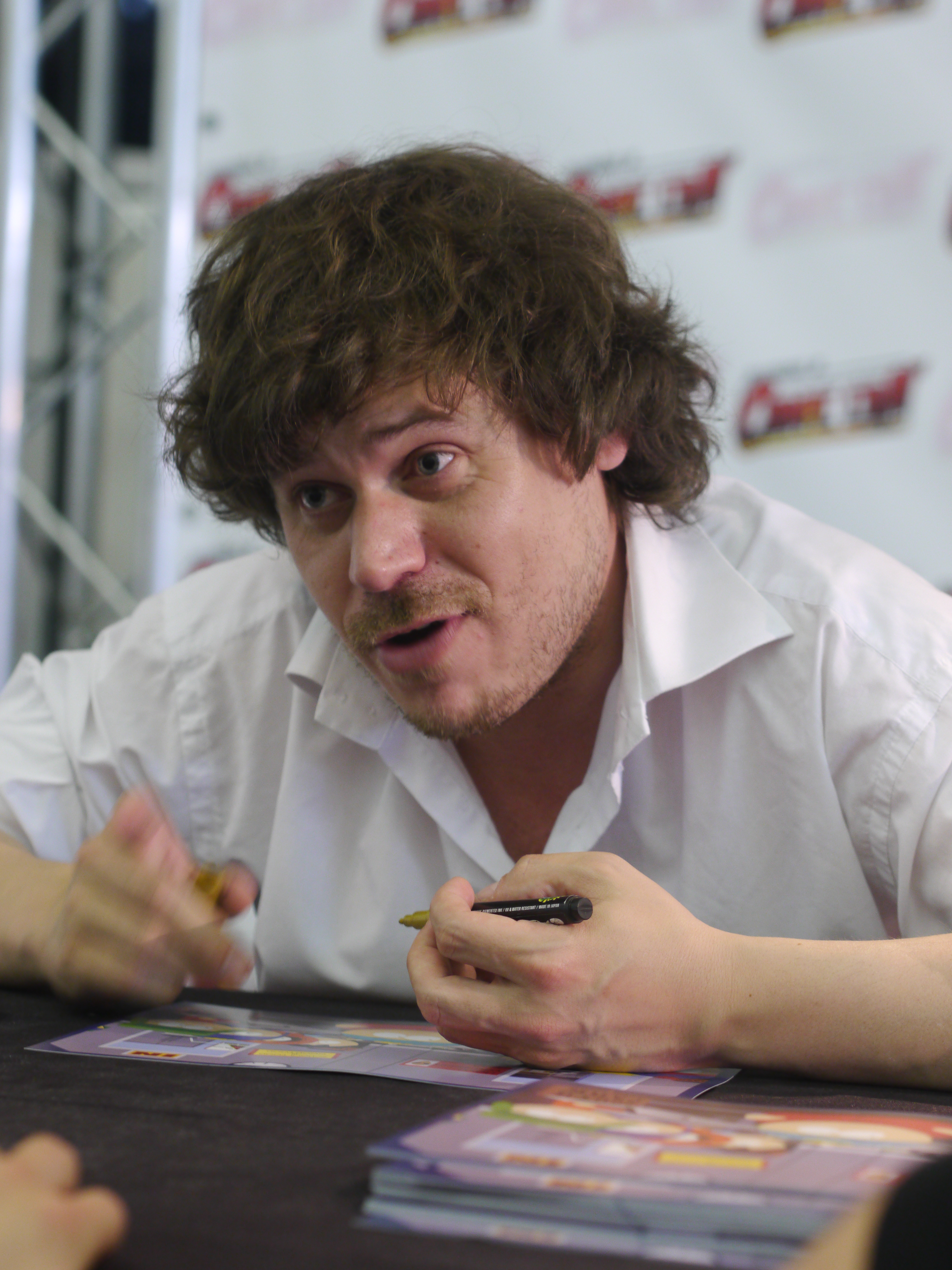
Christophe Lemoine, voix française de Cartman.

Dans la cinquième saison, Cartman est dupé en achetant les poils pubiens de Scott Tenorman. Il fait alors tout pour humilier publiquement ce dernier devant son groupe favori, Radiohead, en lui faisant manger ses parents après les avoir assassiné. Les auteurs de la série ont débattu lors de la production de l'épisode afin de savoir si ce serait aller trop loin, même pour un personnage comme Cartman. Parker a estimé que de faire ce pas permettrait de montrer jusqu'où peut aller Cartman dans sa sociopathie, et placerait la barre plus haut, le rendant prêt à tout pour obtenir gain de cause, jusqu'à aller au meurtre. Les fans de la série ont désigné cet épisode comme « meilleur moment » dans un sondage sur le site web de Comedy Central en 2005. Plus tard dans la série, il sera révélé que Jack Tenorman, le père de Scott, est en fait le père de Cartman, tournant le meurtre en parricide ; cette révélation est un retcon (continuité rétroactive) des révélations du Dr Mephisto disant que Liane Cartman était hermaphrodite et avait elle-même conçu Eric.
Parker et Stone, bien que les personnages de Stan et Kyle soient basés sur eux, insistent sur le fait que Cartman soit leur personnage préféré, ainsi que celui en qui ils s'identifient le plus.
Même si ses trois amis proches (Stan, Kyle et Kenny) sont aussi les personnages principaux de la série, Cartman est sans aucun doute le personnage le plus connu et le plus populaire de la série. Les épisodes sont souvent centrés sur lui.

### Apparence
Cartman est habituellement représenté portant des vêtements d'hiver, dont un manteau rouge, un pantalon brun, des gants jaunes et un bonnet turquoise à rebord et pompon jaune. Il a les cheveux bruns, et il est vu sans son chapeau plus souvent que les autres personnages en portant un. Comme il est obèse, son corps est plus large, les mains sensiblement plus grosses et sa tête est de forme plus elliptique, à la différence des têtes rondes des autres enfants. Une ligne courbée sur son visage constitue un double menton. Il a également pu changer d'apparence momentanément, par exemple en devenant roux pendant un épisode (saison 9, épisode 11), suscitant l'horreur de sa mère et du médecin qu'il consulte alors (celui-ci conseille à la mère de Cartman de le faire piquer).

### Personnalité
La personnalité de Cartman peut varier selon les besoins scénaristique de l'épisode, mais de manière générale, il est têtu, colérique, raciste, sexiste, homophobe, manipulateur, immature, complotiste et tous les traits qui sont désagréables.
Il apparait dès les premiers épisodes que son caractère est en grande partie dû au fait que sa mère est hyper protectrice à son égard car il est fils unique et elle l'élève seule. Sa mère cède à tous ses caprices, y compris au niveau de la nourriture, d'où son obésité, et elle le perçoit comme un petit être innocent et parfait.
Il est souvent présenté comme un antagoniste ou un antihéros (bien que dans les fins d'épisodes, c'est lui qui a souvent le dernier mot) dont les actions agissent sur l'intrigue principale d'un épisode. Les autres enfants le méprisent, à l'exception de Butters Stotch qui aime tout le monde. Le comportement importun, manipulateur, provocateur et propagandiste de Cartman lui permet occasionnellement d'influencer les autres, à commencer par sa propre mère. Sa phrase culte, de manière générale, est : « Je vous emmerde et je rentre à ma maison ! »
Cartman se moque constamment de Kenny car sa famille est pauvre et il lui rappelle souvent qu'il le déteste. Cependant ce dernier apparaît souvent comme son meilleur ami, et celui que Cartman apprécie le plus, ou en tout cas, déteste le moins dans la bande (c'est d'ailleurs le seul de la bande, voir de la ville, à être au courant des morts répétées de celui-ci). Celui qu'il déteste le plus est clairement Kyle simplement parce qu'il est juif. Eric se montre souvent très espiègle dans ses rapports avec Butters Stotch, ce dernier étant naïf et influençable, il est l'antithèse parfaite de Cartman. Par conséquent, les épisodes centrés sur leur relation deviennent de plus en plus fréquents au fil des saisons. Malgré sa personnalité hostile, Cartman peut se montrer sympathique et compréhensif dans certains épisodes et peut aussi rendre service à ses amis quand c'est nécessaire.
Plusieurs épisodes sont centrés sur la cupidité de Cartman et son désir de faire fortune par tous les moyens, bien que ses nombreuses tentatives échouent la plupart du temps. Son mépris pour la culture hippie est une moquerie de la contre-culture des années 1960 et de son influence sur la société contemporaine, reflétant la véritable aversion que Stone et Parker ont pour les hippies.

## Dans les medias
En 2003, Cartman est classé dixième au « Top 50 des meilleurs personnages de dessins animés » du magazine TV Guide, 24e au classement des « 25 meilleurs méchants à la télévision », 198e au classement des « 200 meilleures icônes de la culture populaire » de VH1 et 19e au classement des « 100 meilleurs personnages de télévision » de Bravo. Il est deuxième au classement des « 10 personnages de télévision les plus effrayants » de la MSNBC en 2005, derrière M. Burns.

### Dans la culture populaire
Au début du septième épisode de la seconde adaptation animée du manga Negima!, Shin Negima!?, une représentation explicite de la silhouette d'Eric Cartman est visible sur l'une des boîtes en carton empilées.
Dans le 9e épisode de la saison 2 "Lutin, copain" de la série animée Les Supers Nanas, lorsque les filles doivent combattre un "ami imaginaire", Belle tombent dans la pile de vêtements d'hiver et portent ceux d'Eric Cartman apres sa chute.
Eric Cartman, l’un des personnages principaux de la série animée ‘’South Park’’, est souvent perçu comme un personnage complexe et controversé :
- personnalité et traits : Cartman est connu pour son comportement égoïste, manipulateur et souvent cruel. Il utilise son intelligence pour orchestrer des plans qui profitent à ses propres intérêts, souvent au détriment des autres ;
- satire sociale : le personnage est un outil de satire dans la série, représentant les excès et les absurdités de la société moderne. Sa façon de dépasser les limites sociales et morales permet aux créateurs de ‘’South Park’’ d’aborder des sujets sensibles et controversés sous un angle humoristique ;
- évolution : au fil des saisons, Cartman a montré une certaine profondeur. Bien qu’il soit souvent un antagoniste, des épisodes explorent ses vulnérabilités et ses motivations, offrant un regard nuancé sur sa psychologie ;
- réception : le personnage divise le public. Certains le trouvent hilarant pour son humour noir, tandis que d’autres critiquent son comportement immoral. Cette dualité contribue à la conversation sur l’éthique et l’humour dans les médias ;
- influence : Cartman a eu un impact significatif sur la culture populaire. Sa phrase emblématique ‘’Respect my Authority!’’ est devenue une référence et il est souvent cité comme l’un des méchants les plus mémorables des séries animées.

En somme, Eric Cartman est un personnage fascinant qui incarne à la fois des comportements déplaisants et une critique sociale acerbe, ce qui en fait une figure emblématique de la satire contemporaine.